# Szemekbe zárt titkok (film, 2009)
A Szemekbe zárt titkok (eredeti cím: El secreto de sus ojos) 2009-ben bemutatott argentin bűnügyi, romantikus filmdráma. A rendező, társ-forgatókönyvíró és társproducer egy személyben Juan José Campanella. A másik forgatókönyvíró Eduardo Sacheri, aki saját könyve a La pregunta de sus ojos („A kérdés a szemükben”) című regényét dolgozta fel a rendezővel közösen. Főszereplők Ricardo Darín és Soledad Villamil.
A 82. Oscar-díjátadón megkapta a legjobb idegen nyelvű filmnek járó Oscar-díjat. Összesen 49 filmes díjat kapott és további 34 jelölést.

## Cselekménye
|  | Alább a cselekmény részletei következnek! |

A film visszatekintéssel indul, amiben egy nyugdíjas férfi, Benjamín Espósito, aki valamikor egy argentin bíróságon dolgozott, elhatározza, hogy regényt ír az egyik gyilkossági ügyből, ami negyed évszázada nem hagyja nyugodni. (a film felváltva mutatja az akkori, 1974-es, és a későbbi, 2000-ben játszódó történéseket). Espósito felkeresi az irodájában Irene Menéndez-Hastings bírónőt, akivel közösen dolgoztak annak idején, köztük a Coloto-ügyön is.
1974 nyarán Benjamín Espósito kapta meg egy fiatal nő, Liliana Coloto megerőszakolása és meggyilkolási kivizsgálási ügyét. Semmilyen értékelhető nyomot nem találnak a lakásban, ahova a nő beengedhette későbbi gyilkosát, aki még brutálisan össze is verte. Nemsokára egy másik vizsgálóbíró elfogat két kőművest, akik a szomszéd házban dolgoztak. Espósito felkeresi őket a vizsgálati fogságban, és látja rajtuk, hogy megverték őket. Feljelenti a csalót, de ennek semmilyen következménye nincs.
A nő férjét, Ricardo Moralest felkeresik a munkahelyén. Espósitót magával ragadja a férj szenvedélye meggyilkolt felesége iránt. Fényképalbumokat nézegetve Espósitónak feltűnik egy fiatal férfi, aki minden képen Liliana felé fordítja a tekintetét, őt figyeli. A férj felismeri Liliana gyerekkori ismerősét, akinek a neve az albumban fel van írva, Isidoro Gómez. A férj később minden nap kimegy valamelyik vasúti pályaudvarra, mert meggyőződése, hogy a gyilkos vidékről jár fel Buenos Airesbe. Meggyőződése az is, hogy a tettest nem szabad halálra ítélni, annak csak az életfogytiglani börtön a megfelelő büntetés.
A nyomozásban harmadikként részt vesz Pablo Sandoval, Espósito alkoholista, humoros asszisztense is. Irene nem ért egyet azzal, hogy a gyanúsítottat fel lehetne ismerni néhány fényképfelvétel alapján, amiken Lilianát nézi.
Gómez hamarosan elhagyja a fővárost, ahol munkahelye és bérelt szobája volt, ahol a nyomozók semmilyen személyes tárgyat nem találnak.
Espósito és Sandoval felhatalmazás nélkül Chivilcoy nevű településre utaznak, ahol Gómez anyja lakik, kifigyelik, amikor az asszony elmegy a házból, majd besurrannak és megtalálják Gómez leveleit, amiket az anyjához írt. Espósito helyben megpróbálja átfutni a leveleket, de egyikhez sincs boríték, amin a feladási hely rajta lenne. Az asszony váratlanul hazatér, de sikerül elkerülniük, csak a pincsikutyája harapja meg Espósito bokáját. Sandoval „elég hülye hozzá” (Espósito szavaival), hogy alaposabb átolvasás céljából magával vigye a leveleket.
A helyi hatóság értesíti Espósito és Sandoval felettesét, mert a kistelepülésen feltűnt a Buenos Aires-i rendszám. Az illegális akció miatt felettesük lezáratja a nyomozást.
Az irodában Sandovalnak feltűnik, hogy Benjamín titokban és reménytelenül szerelmes Irene-be, aki az esküvőjére készül. Benjamín ezt soha nem ismeri el és nem beszél az érzéseiről Irene-nak sem.
Sandoval a levelek átolvasása után csak néhány jelentéktelen nyomot talál, amikor Gómez néhány keresztneveket említ a hasonlataiban. Sandoval egyik kocsmai ismerőse azonban rámutat, hogy ezek focisták nevei. Sandoval arra a következtetésre jut, hogy Gómez szenvedélye a labdarúgás, ezért ráveszi Espósitót, hogy heteken át járjanak ki a meccsekre, ahol azonban a tömeg miatt eleve reménytelen rábukkanni egyetlen emberre. Egyszer azonban felismerik Gómezt az ötvenezres tömegben, aki menekülni kezd, és majdnem sikerül is meglógnia.
Az ügy elzárása után egy évvel a férj még mindig a feltételezett gyilkos felbukkanására vár. Ez annyira megindítja Espósitót, hogy sikerül Irene-nal újra megnyittatnia az ügyet.
Gómez kihallgatása szabálytalanul történik, ráadásul Sandoval nincs ott, akivel Benjamín a „jó zsaru / rossz zsaru” felállást beszélte meg. Irene azonban jelen van, és szexuálisan addig provokálja Gómezt, amíg az feldühödik, előveszi a nemi szervét és rátámad Irene-ra (aki pocskondiázta a férfiasságát, hogy kiugrassza a nyulat a bokorból). Gómez tettleg rátámad Irene-ra, és elismeri, hogy ő ölte meg Liliana Colotót.
Bár Gómezt gyilkosság és nemi erőszak miatt életfogytiglanra ítélik és börtönbe kerül, a rivális bíró közbenjárására kiengedik, mert „hasznos információkat szolgáltat”. Később testőrként működik egy politikus mellett.
Egyik éjszaka Benjamín a lakására viszi a totál részeg Sandovalt, majd magára hagyva Sandoval feleségéhez megy, hogy fogadja vissza a férjét. Amikor együtt visszatérnek Benjamín lakásához, az ajtót feltörve találják, Sandoval pedig holtan fekszik az ágyon, ahol több lövés érte. Benjamín joggal feltételezi, hogy emögött Gómez áll, aki őt akarta megöletni, ezért elutazik vidékre. A vonathoz kikíséri Irene, akiről úgy gondolja, hogy elérhetetlen a számára, ezért szakít vele, bár a nő sokáig szalad a vonat után.
2000-ben Benjamínnak sikerül az áldozat férje, Ricardo Morales tartózkodási helyét megkapnia Irene segítségével. A férfi valahol vidéken él. Eleinte barátságosan fogadja Benjamínt, majd azt mondja neki, hogy felejtse el az ügyet. Bevallja neki, hogy annak idején követte Gómezt, akit sikerült leütnie és a kocsija csomagtartójába tuszkolnia és egy elhagyatott helyen több lövéssel megölte. Bár a történet hihető, Espósito emlékszik rá, hogy a férj mennyire a halálbüntetés ellen volt, ezért a kocsijával elhajt, de gyalogosan visszatér Morales tanyájához és észreveszi, amint egy különálló épülethez tálcán visz valamit. Kiderül, hogy ott tartja fogva a felesége gyilkosát, Isidoro Gómezt, immár több mint 25 éve. Gómez könyörög Espósitónak, vegye rá Moralest, hogy beszéljen hozzá.
Benjamín meglátogatja Pablo urnáját, majd hirtelen elhatározással újból felkeresi Irene-t az irodájában és megkéri a kezét.
|  | Itt a vége a cselekmény részletezésének! |

## Szereposztás
| Szereplő                                                                                              | Eredeti hang        | Magyar hang      |
| --- | ------------------- | ---------------- |
| Benjamín Espósito                                                                                     | Ricardo Darín       | Kőszegi Ákos     |
| Irene Hastings                                                                                        | Soledad Villamil    | Bertalan Ágnes   |
| Pablo Sandoval                                                                                        | Guillermo Francella | Scherer Péter    |
| Ricardo Morales                                                                                       | Pablo Rago          | Rába Roland      |
| Isidoro Gómez                                                                                         | Javier Godino       | Géczi Zoltán     |
| Romano                                                                                                | Mariano Argento     | Bezerédi Zoltán  |
| Báez nyomozó                                                                                          | José Luis Gioia     | Cs. Németh Lajos |
| Liliana Coloto                                                                                        | Carla Quevedo       | Takács Andrea    |
| További magyar hangok                                                                                 |                     |                  |
| Bókai Mária, Borbiczki Ferenc, Csuha Lajos, Kajtár Róbert, Kapácsy Miklós, Kovács Lehel, Réti Szilvia |                     |                  |

## Megjelenése
A film 2010. szeptember 21-én jelent meg DVD-n.

## Fogadtatás
Az amerikai filmkritikusok véleményét összegző Rotten Tomatoes 91%-ra értékelte 133 vélemény alapján.
Roger Ebert filmkritikus 4-ből 4 csillagot adott rá.
Hazai megjelenése idején a cspv.hu-n is meglehetősen pozitív kritikát kapott, s hozzá 10-ből 8,8 pontot.

## Díjak, jelölések
elnyert díjak:
- 2009, Academy of Motion Picture Arts and Sciences of Argentina:

legjobb színész – Ricardo Darín
legjobb színésznő – Soledad Villamil
legjobb művészeti rendezés – Marcelo Pont Vergés
legjobb operatőri munka – Félix Monti
legjobb rendezés – Juan José Campanella
legjobb vágás – Juan José Campanella
legjobb film
legjobb maszkmesteri munka – Alex Mathews, Lucila Robirosa
legjobb filmzene – Federico Jusid
legjobb kezdő színész – José Luis Gioia
legjobb adaptált forgatókönyv – Eduardo Sacheri, Juan José Campanella
legjobb hang – José Luis Díaz
legjobb mellékszereplő – Guillermo Francella
- 2009, Clarin Entertainment, „Clarin-díj”:

legjobb színész – Ricardo Darín
legjobb színésznő – Soledad Villamil
legjobb operatőri munka – Félix Monti
legjobb rendezés – Juan José Campanella
legjobb film
legjobb kezdő színész – José Luis Gioia
legjobb eredeti filmzene – Federico Jusid
legjobb forgatókönyv – Eduardo Sacheri, Juan José Campanella
legjobb mellékszereplő – Guillermo Francella
- 2009, Havana Film Festival:

közönségdíj
legjobb színész – Ricardo Darín
legjobb rendezés – Juan José Campanella
legjobb filmzene – Federico Jusid
a zsűri különdíja – Juan José Campanella
- 2010, Oscar-díj a legjobb idegen nyelvű filmnek

- 2010, Argentinean Film Critics Association, „Silver Condor”-díj (a.m. ezüst keselyű):

legjobb színész – Ricardo Darín
legjobb színésznő – Soledad Villamil
legjobb operatőri munka – Félix Monti
legjobb rendezés – Juan José Campanella
legjobb vágás – Juan José Campanella
legjobb film
legjobb filmzene – Federico Jusid
legjobb kezdő színész – José Luis Gioia
legjobb adaptált forgatókönyv – Eduardo Sacheri, Juan José Campanella
legjobb hang – José Luis Díaz
legjobb mellékszereplő – Guillermo Francella
- 2010, Ariel Awards, Mexikó, „Silver Ariel”, legjobb dél-amerikai film

- 2010, Cinema Writers Circle, Spanyolország, „CEC Award”:

legjobb színésznő – Soledad Villamil
legjobb operatőri munka – Félix Monti
legjobb adaptált forgatókönyv – Eduardo Sacheri, Juan José Campanella
legjobb mellékszereplő – Guillermo Francella
- 2010, Goya-díj:

legjobb új színésznő – Soledad Villamil
legjobb spanyol nyelvű film – Juan José Campanella
- 2010, Sant Jordi-díj:

közönségdíj a legjobb külföldi filmnek
- 2010, Turia-díj:

közönségdíj a legjobb külföldi filmnek
- 2011, Cinema Brazil Nagydíj, legjobb idegen nyelvű film

jelölések:
- 2009, Academy of Motion Picture Arts and Sciences of Argentina:

legjobb jelmeztervezés – Cecilia Monti
legjobb kezdő színész – Javier Godino
legjobb mellékszereplő – Pablo Rago
legjobb mellékszereplő – Mario Alarcón
- 2009, Clarin Entertainment, „Clarin-díj”:

legjobb mellékszereplő – Pablo Rago
- 2009, San Sebastián International Film Festival:

„Golden Seashell” – Juan José Campanella
- 2010, Argentinean Film Critics Association, „Silver Condor”-díj (a.m. ezüst keselyű):

legjobb művészeti rendezés – Marcelo Pont Vergés
legjobb jelmeztervezés – Cecilia Monti
legjobb mellékszereplő – Mario Alarcón
- 2010, British Independent Film Awards

legjobb külföldi film
- 2010, Cartagena Film Festival

legjobb film – „Golden India Catalina”
- 2010, Cinema Writers Circle, Spanyolország, „CEC Award”:

legjobb színész – Ricardo Darín
legjobb rendezés – Juan José Campanella
legjobb vágás – Juan José Campanella
legjobb film
legjobb filmzene – Federico Jusid
- 2010, European Film-díj:

legjobb film
- 2010, Goya-díj:

legjobb színész – Ricardo Darín
legjobb operatőri munka – Félix Monti
legjobb rendezés – Juan José Campanella
legjobb film
legjobb filmzene – Federico Jusid
legjobb művészeti rendezés – Marcelo Pont Vergés
legjobb adaptált forgatókönyv – Eduardo Sacheri, Juan José Campanella
- 2010, Phoenix Film Critics Society:

legjobb idegen nyelvű film
- 2010, Spanish Actors Union:

legjobb színésznő – Soledad Villamil
legjobb kezdő színész – Javier Godino
- 2011, BAFTA-díj

legjobb nem angol nyelvű film
- 2011, Central Ohio Film Critics Association

legjobb idegen nyelvű film
- 2011, César-díj:

legjobb külföldi film
- 2011, David di Donatello-díj:

legjobb európai film
- 2011, Film Critics Circle of Australia:

legjobb idegen nyelvű film
- 2011, London Critics Circle:

legjobb idegen nyelvű film
- 2011, Vancouver Film Critics Circle:

legjobb idegen nyelvű film

## A film készítése
Campanella visszatért az Egyesült Államokból Argentínába az argentin-spanyol koprodukció megrendezése miatt. Az Egyesült Államokban a Dr. House és a Law & Order néhány epizódját rendezte.
Ez volt a negyedik együttműködés Ricardo Darín és Campanella között. Darín mindhárom korábbi filmjükben főszerepet játszott.
A film egy olyan ötperces jelenetet tartalmaz, ami Rodrigo S. Tomasso munkája. Ebben a labdarúgó-stadiont ábrázolják (a Club Atlético Huracán labdarúgóklub Estadio Tomás Adolfo Ducó stadionja), ahol ötvenezer szurkolót jelenítenek meg, akiket 200 statiszta alakított. A felvételek három hónapot vettek igénye, az utómunkálatok kilenc hónapig tartottak.

## Forgatási helyszínek
- Buenos Aires, Argentína

## Fordítás
- Ez a szócikk részben vagy egészben  a   The Secret in Their Eyes című angol Wikipédia-szócikk fordításán alapul.  Az eredeti cikk szerkesztőit annak laptörténete sorolja fel. Ez a jelzés csupán a megfogalmazás eredetét és a szerzői jogokat jelzi, nem szolgál a cikkben szereplő információk forrásmegjelöléseként.